# Ringvägen, Stockholm

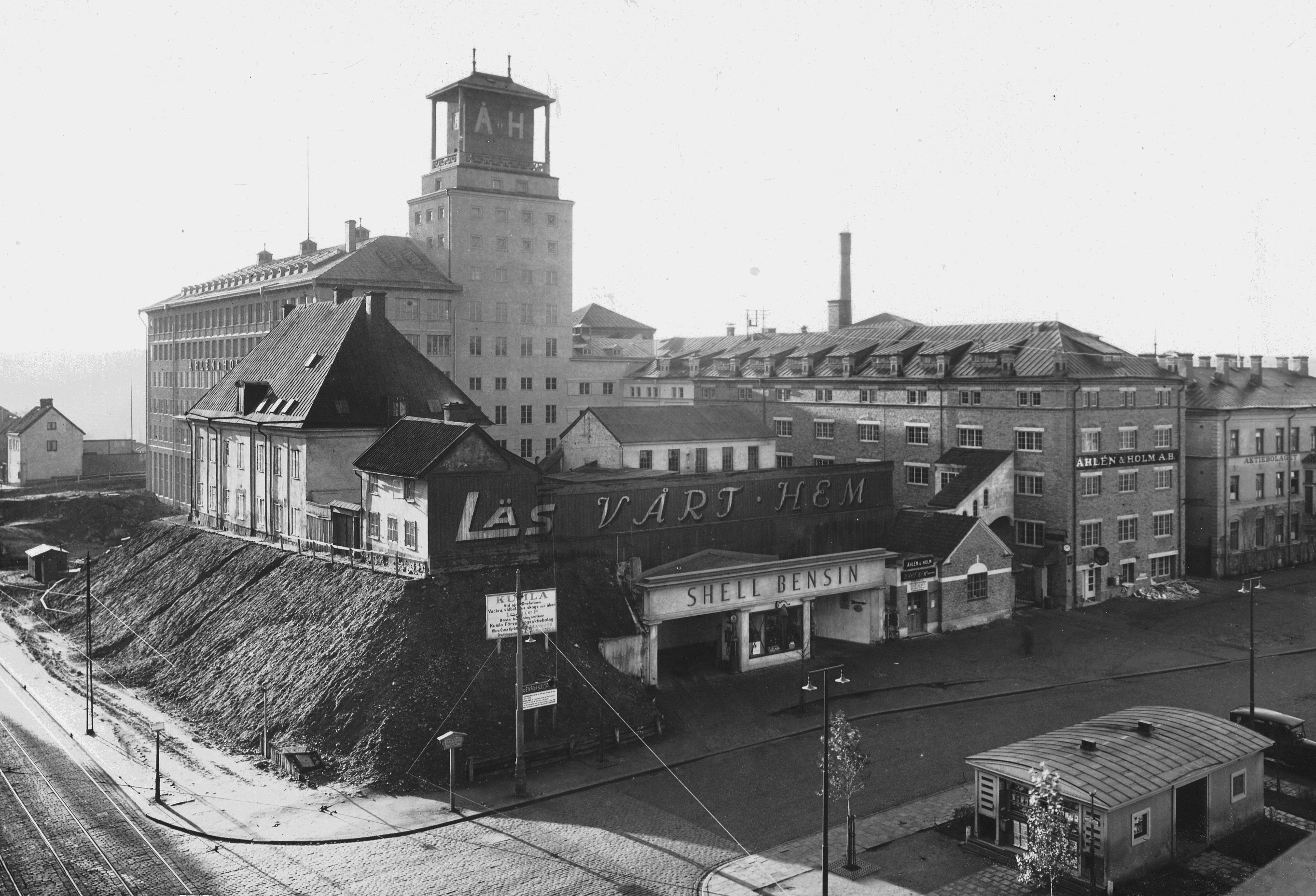
Åhlén & Holm, korsningen Ringvägen / Götgatan i mars 1929.

Ringvägen är med sina tre kilometer längd den längsta gatan på Södermalm i Stockholm, namngiven i samband med namnrevisionen 1885.

## Beskrivning

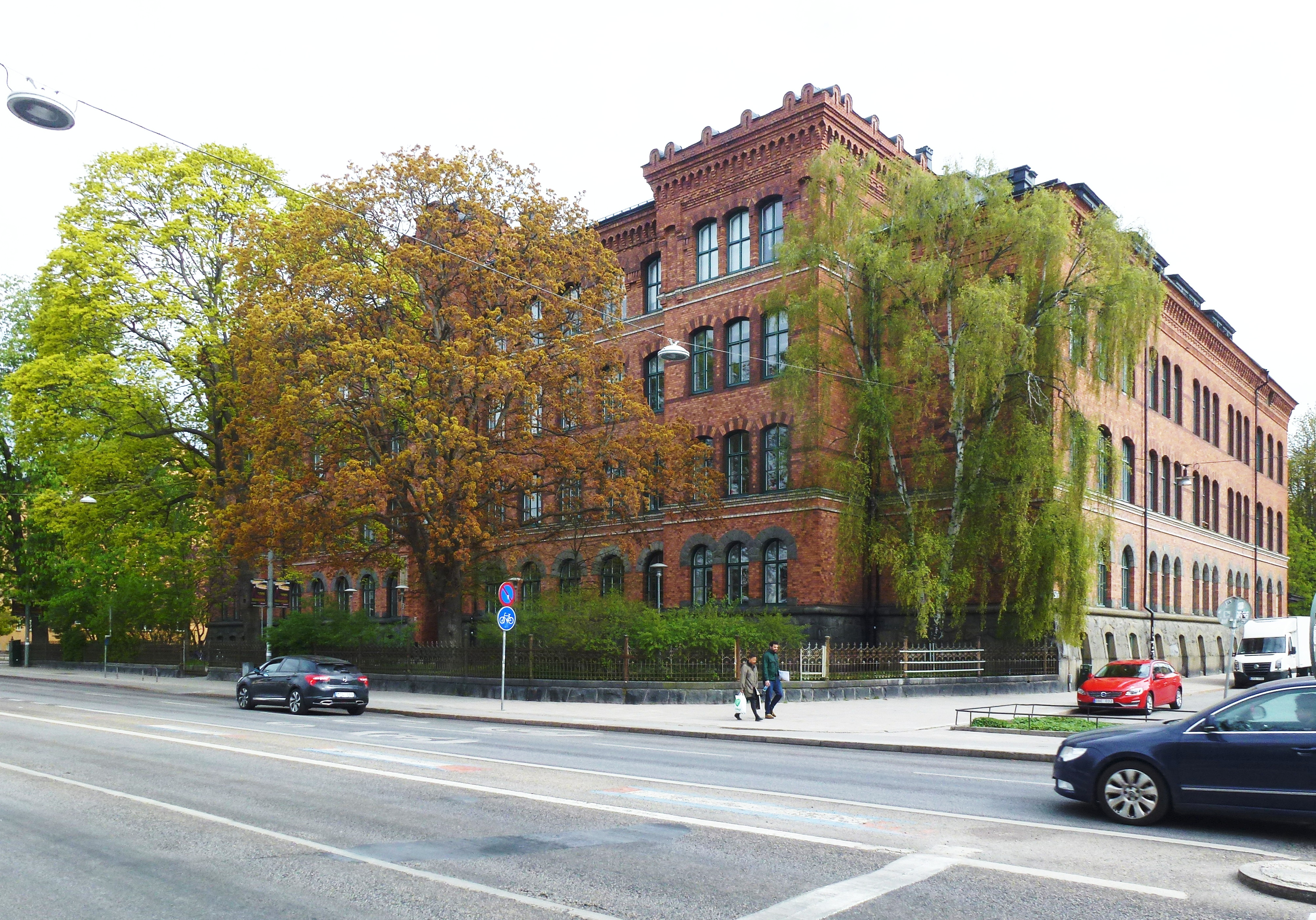
Mariaskolan (f.d. Maria folkskola).

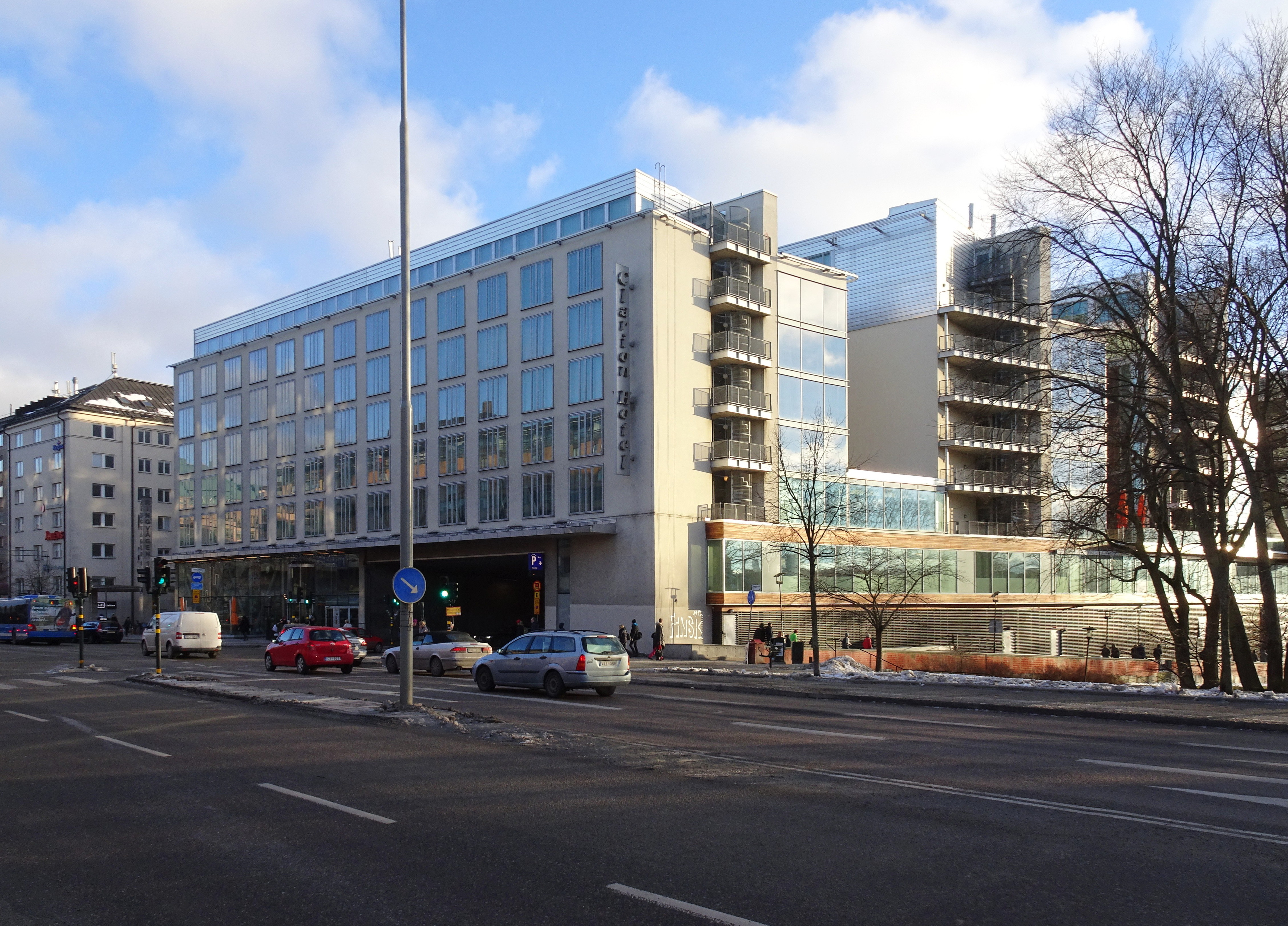
Clarion Hotel Stockholm, fasad mot Ringvägen.

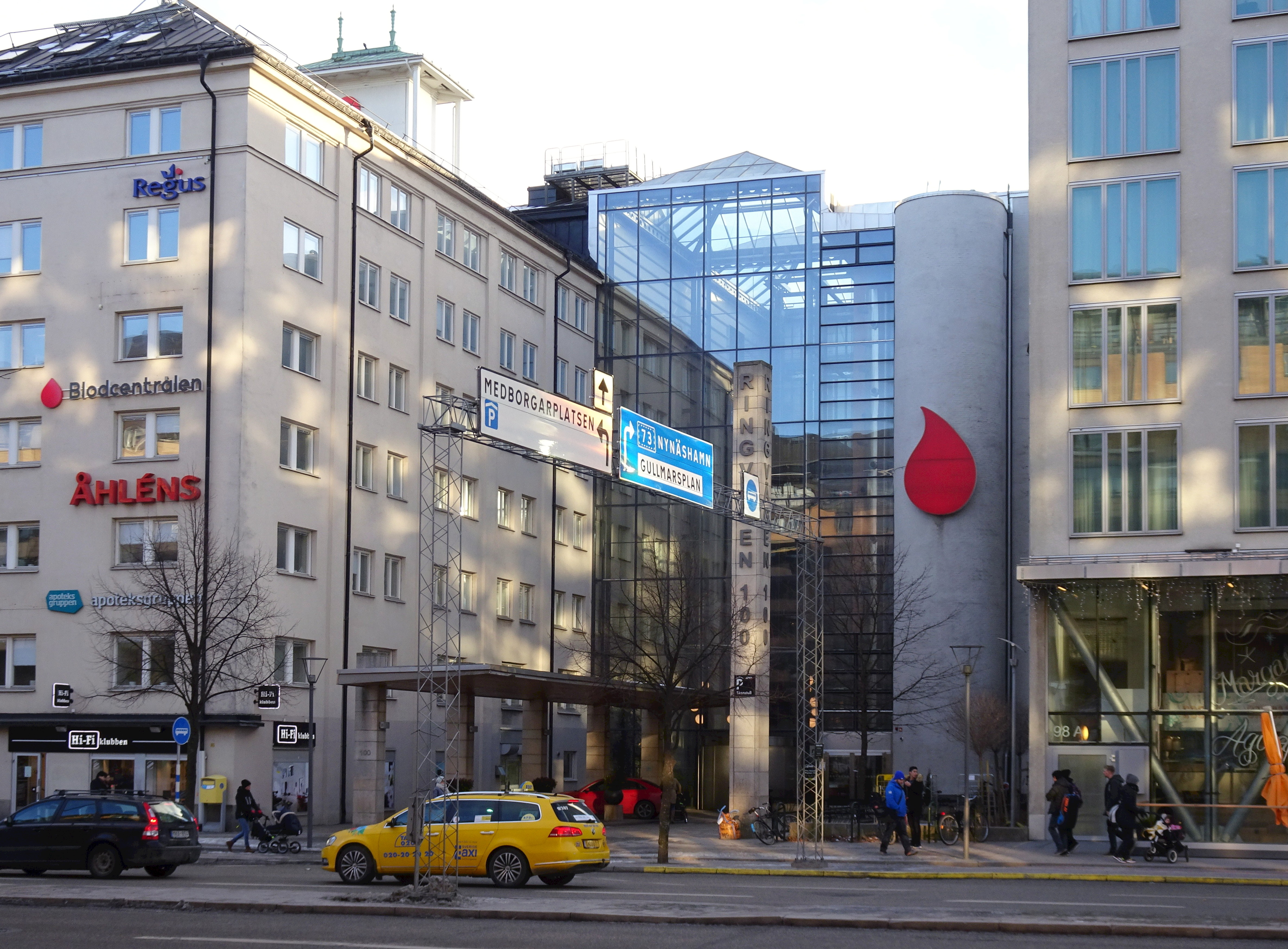
Ringvägen 100, kontorshus

Ringvägen går i en halvcirkel från Skinnarviksberget via Skanstull till Vita Bergen. 
I den ursprungliga stadsplanen från 1880-talet, framtagen av Albert Lindhagen, en av dåtidens mest kända stadsplanerare, var förslaget att Ringvägen skulle gå ända från Söder Mälarstrand genom Vita Bergen till Stadsgården, och Danvikstull, men så blev det inte. Kopplingen till Söder Mälarstrand hade krävt en omfattande bergsskärning i stil med Torkel Knutssonsgatans anslutning till Söder Mälarstrand. I öster skulle en förlängd Ringvägen ha delat Vitabergsparken i två delar. Idag slutar Ringvägen i väster några kvarter norr om Hornsgatan, vid Yttersta Tvärgränd, och i öster stannar den vid Malmgårdsvägen.
Som ett alternativt namn diskuterades även "Södra Esplanaden", men 1885 fastställde namnberedningen namnet "Ringvägen". Under många år fanns Ringvägen som en separat gata mellan Bondegatan och Skånegatan. I folkmun och av Sofiaborna benämns denna vägstump för "Lilla Ringvägen". 
"Ringvägen" var även namnet på en spårvägsstation som låg under Götgatan mellan Allhelgonagatan och Ringvägen i den så kallade Katarinatunneln, 1933-1950. Tunnelbanan ersatte 1950 och stationen döptes om till Skanstull.

## Byggnader i urval
- Ringvägen 16–22: Zinkensdamms IP
- Ringvägen 15-43: Kvarteret Svärdet
- Ringvägen 21: före detta barnsjukhuset Samariten
- Ringvägen 23: Mariaskolan (f.d. Maria folkskola)
- Ringvägen 52: Södersjukhuset
- Ringvägen 58-66: Eriksdalsskolan
- Ringvägen 65–67: Guldbröllopshemmet
- Ringvägen 68-70: Eriksdalshallen
- Ringvägen 69: Rosenlunds sjukhus
- Ringvägen 94: här står den k-märkta BP-skylten i glasmosaik.
- Ringvägen 99–109: Blomsterfondens hus
- Ringvägen 98: Clarion Hotel Stockholm
- Ringvägen 100: Kontorsfastighet Ringvägen 100, bland annat med Åhléns huvudkontor
- Ringvägen 102: Åhléns Söder, varuhus (tidigare Åhlén & Holms)
- Ringvägen 111–115: Ringens köpcentrum (här låg tidigare Piehls bryggeri)